# Rocca Pietore
Rocca Pietore é uma comuna italiana da região do Vêneto, província de Belluno, com cerca de 1.451 habitantes. Estende-se por uma área de 75 km², tendo uma densidade populacional de 19 hab/km². Faz fronteira com Alleghe, Canale d'Agordo, Canazei (TN), Colle Santa Lucia, Falcade, Livinallongo del Col di Lana, Pozza di Fassa (TN), San Tomaso Agordino, Soraga (TN), Vallada Agordina.

## Demografia
| Variação demográfica do município entre 1861 e 2011                               |
|                                                                                   |
| Fonte: Istituto Nazionale di Statistica (ISTAT) - Elaboração gráfica da Wikipedia |